# Mergpijpje

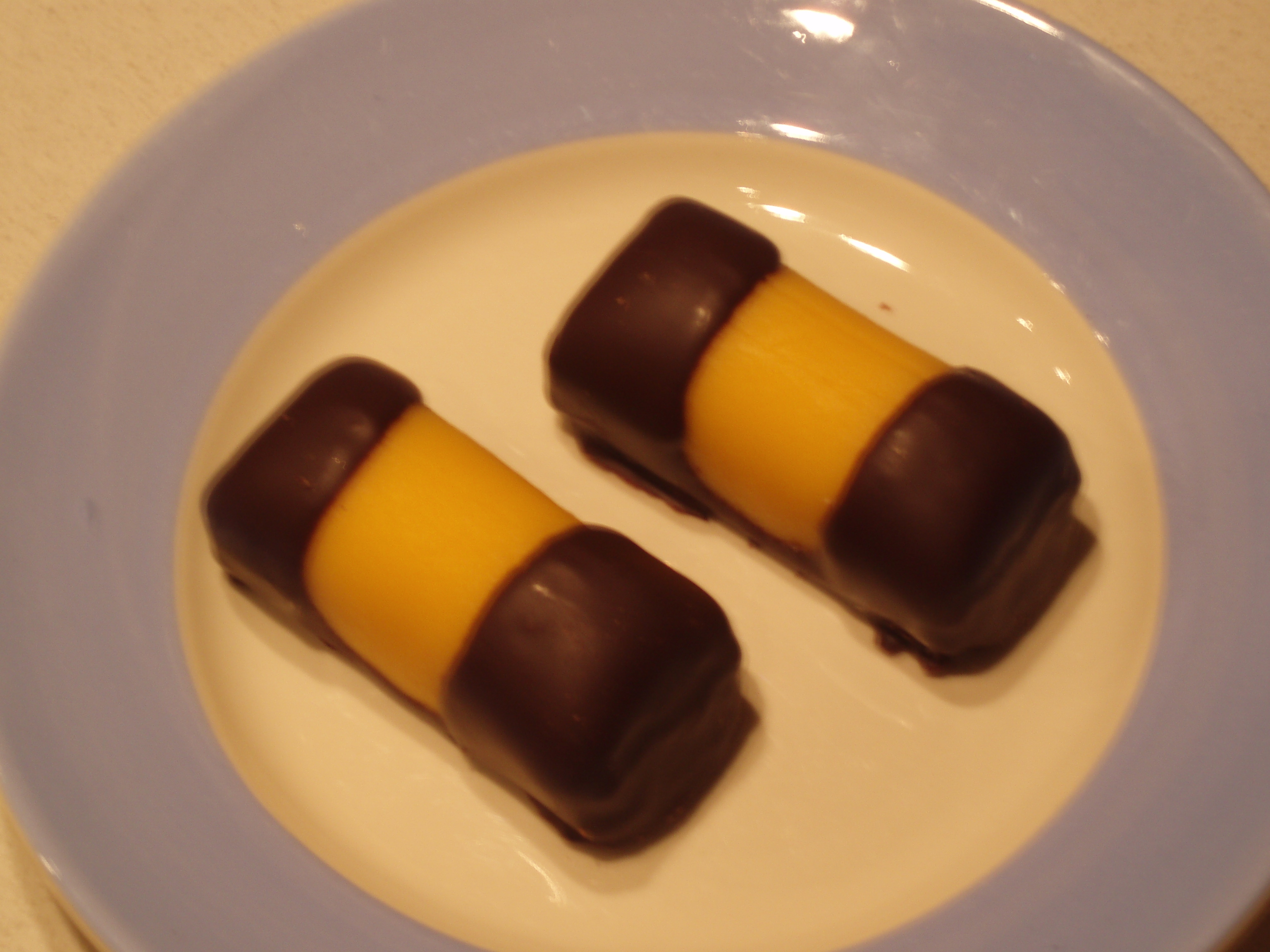
Nederlandse mergpijpjes

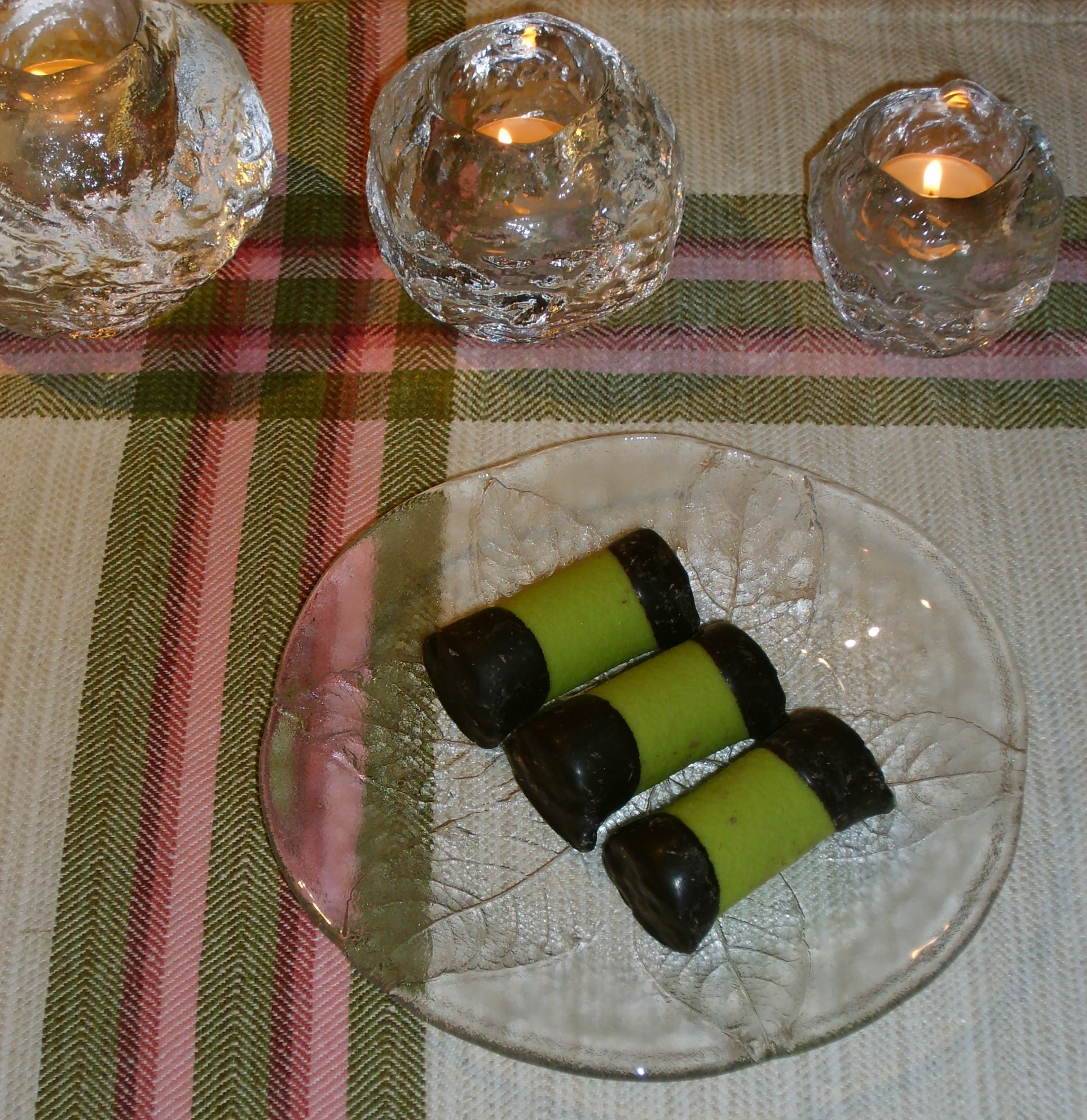
Dammsugare, Zweedse mergpijpjes

Een mergpijpje is een cilinder- of balkvormig gebakje op basis van crème, marsepein en chocolade. Het bestaat in twee varianten. Bij een (crème)mergpijpje omhult een laag marsepein een zoete crèmevulling. Bij een reuzemergpijp bestaat de vulling uit biscuit en crème en eventueel een laagje bessenmoes. In beide gevallen wordt over de marsepein aan weerskanten een laagje chocolade of cacaofantasie aangebracht. Het gebakje is vernoemd naar een met beenmerg gevuld bot.
Het mergpijpje is gebaseerd op het Zweeds gebakje dammsugare ("stofzuiger") of punschrulle (met punsch). Een dammsugare is omhuld met groene marsepein. De vulling bestaat uit een mengeling van gebroken koekjes, boter, cacao en punsch.
Een gelijkaardig gebakje uit de Spaanse keuken is het hueso de santo ("heiligenbeen"), een marsepeinen cilinder met een zoete eiervulling.
Een mergpijpje lijkt met de twee uiteinden van chocola een beetje op een bokkenpootje.